# Малый Овинец
Малый Овинец — деревня в Шекснинском районе Вологодской области.
Входит в состав сельского поселения Сиземского, с точки зрения административно-территориального деления — в Сиземский сельсовет.
Расстояние до районного центра Шексны по автодороге — 34,2 км, до центра муниципального образования Чаромского по прямой — 7 км. Ближайшие населённые пункты — Плосково, Дупельнево, Рамешка, Романниково, Поляна, Уварово, Марьино.
По переписи 2002 года население — 24 человека (15 мужчин, 9 женщин). Всё население — русские.